# Łotewski Kościół Prawosławny
Łotewski Kościół Prawosławny (łot. Latvijas Pareizticīgā Baznīca, ros. Латвийская православная церковь) – autokefaliczny, a do 2022 samorządny Kościół prawosławny podlegający Patriarchatowi Moskiewskiemu. Zwierzchnik Kościoła nosi tytuł metropolity ryskiego i całej Łotwy, obecnie jest nim metropolita Aleksander (Kudriaszow).
Do Kościoła prawosławnego na Łotwie należą głównie przedstawiciele mniejszości rosyjskiej i niewielka liczba Łotyszy, natomiast wyznaniem dominującym w kraju jest protestantyzm (luteranizm). Liczbę członków Łotewskiego Kościoła Prawosławnego szacuje się na ok. 350 tys.

## Historia
Prawosławie było religią mniejszościową na dzisiejszej Łotwie od XI w., kiedy na obszarze tym pracę misyjną podjęli duchowni z Połocka, których działania nie przyniosły jednak większych rezultatów. Na terenach zdominowanych przez katolicyzm, a następnie luteranizm prawosławie wyznawali głównie zamieszkali na stałe lub czasowo Rosjanie. Odsetek ludności tego wyznania wzrósł po aneksji tych terenów do Imperium Rosyjskiego, a następnie po wprowadzeniu języka łotewskiego jako alternatywnego języka nabożeństw. W drugiej połowie XIX wieku ok. 40 tys. łotewskich luteran przyjęło prawosławie; po wprowadzeniu swobody wyznaniowej po rewolucji 1905 r. tylko 25% z tej liczby wróciło do poprzedniej wiary. Od 1836 działała eparchia ryska Rosyjskiego Kościoła Prawosławnego. 
W czasie I wojny światowej cały majątek Kościoła prawosławnego został skonfiskowany przez niemieckie wojska okupacyjne, a po odzyskaniu niepodległości przez Łotwę nowy rząd nie chciał go formalnie uznać, traktując prawosławie jako zakamuflowaną organizację rosyjską. Stabilizacja sytuacji w ogarniętym chaosem organizacyjnym Kościele prawosławnym oraz uzyskanie formalnej akceptacji ze strony państwa udała się dopiero metropolicie Janowi (Pommersowi) w 1926. Mimo wrogości wobec bolszewizmu, nie starał się on o autokefalię dla Kościoła łotewskiego. W 1934 został on zamordowany przez NKWD. Rok później metropolita Augustin (Pētersons) zdecydował o przejściu Kościoła Łotewskiego pod jurysdykcję patriarchy Konstantynopola, czego Rosyjska Cerkiew Prawosławna nie uznała. 
Po II wojnie światowej Łotewski Kościół Prawosławny na nowo został wcielony do Rosyjskiego Kościoła Prawosławnego z zachowaniem dużej autonomii organizacyjnej. Władze odnosiły się jednak do niego podobnie nieprzychylnie jak do innych działających w ZSRR związków wyznaniowych, z wyjątkiem okresu pieriestrojki.
24 października 2019 r. władze łotewskie zarejestrowały Łotewski Autonomiczny Kościół Prawosławny, uznający zwierzchnictwo patriarchy Konstantynopola; Łotewski Kościół Prawosławny nie uznał tej struktury za kanoniczną.
8 września 2022 r. łotewski Sejm uchwalił ustawę, na mocy której Łotewski Kościół Prawosławny stał się niezależny od jakiejkolwiek struktury kościelnej za granicą, a zatem także od Rosyjskiego Kościoła Prawosławnego. Duchowieństwo Kościoła zaakceptowało nowe przepisy, a na soborze Kościoła 20 października 2022 r. stosowne zapisy zostały wniesione również do statutu wewnętrznego Kościoła. Sobór Kościoła zwrócił się oficjalnie do patriarchy moskiewskiego i całej Rusi o uznanie Łotewskiego Kościoła Prawosławnego za autokefaliczny. 13 sierpnia 2023 r. w Rydze odbyła się chirotonia biskupia archimandryty Jana (Lipšānsa), którą przeprowadzono bez konsultacji z patriarchą moskiewskim i całej Rusi. Rosyjski Kościół Prawosławny stoi na stanowisku, że dopiero sobór biskupów mógłby przyjąć lub odrzucić prośbę Łotewskiego Kościoła Prawosławnego, a wspomnianej chirotonii nie uznaje.  

## Struktura
Łotewski Kościół Prawosławny jest metropolią – jego zwierzchnik nosi każdorazowo tytuł metropolity ryskiego i całej Łotwy. Dzieli się na dwie eparchie – ryską i dyneburską (ta ostatnia utworzona w 2013).
Ponadto na terenie Kościoła działają dwa monastery: monaster Trójcy Świętej i św. Sergiusza z Radoneża w Rydze (żeński) i monaster Świętego Ducha w Jēkabpilsie (męski); czynny jest też żeński skit Przemienienia Pańskiego w Jełgawie.